# گل زبان درقفا بلند
گل زبان درقفا بلند (نام علمی: Delphinium exaltatum) نام یک گونه از سرده زبان پس قفا است.